# Tullio Rochlitzer
Tullio Rochlitzer (Zara, 23 dicembre 1926 – Pavia, 16 agosto 2006) è stato un cestista e allenatore di pallacanestro italiano.

## Carriera
Nato a Zara, giocò sia nella nazionale jugoslava, con la quale partecipò ai campionati europei del 1947, sia in quella italiana. Con quest'ultima disputò una sola partita, il 18 marzo 1954 contro la Francia a Parigi (vittoria francese per 73-64).
Il 26 aprile 1945, insieme con Berto Nadoveza ed Enzo Sovitti, diede vita alla Fiskulturno Društvo Zadar, società di educazione fisica antesignana dello Zadar. Con lo Zadar ha vinto il campionato croato del 1946 (che fungeva da qualificazione per il campionato jugoslavo); in rosa figuravano anche: Augusto Zenne, Ante Zeraušek, Ermano Vazzoler, Guido Pittoni, Enzo Sovitti, Nade Domin, Isidoro "Isi" Marsan e Ratko Alunni.
Nel 1949 passò alla Stella Rossa di Belgrado, vincendo il campionato jugoslavo nello stesso anno e poi nel 1950 e 1951.
Nel 1951 si trasferì in Italia, prima a Gallarate e poi nel 1952 a Pavia, divenendo allenatore/giocatore contemporaneamente per 3 stagioni (1952/53 vinse la Serie B, 1953/54 con un 4º posto in Serie A, 1954/55 con un 10º posto) e tra i principali giocatori della Necchi Pavia terza nel campionato di Prima Serie 1955/56 e 1956/57.
Dal 1958 al 1962 da allenatore/giocatore guidò la Pallacanestro Vigevano ad una irresistibile scalata dalla Serie C alla Prima Serie con 3 promozioni consecutive.
In seguito rimase sempre nell'ambito sportivo pavese, contribuendo alla fondazione dapprima del Basket Bridge e poi alla rifondazione della Pallacanestro Pavia nel 1975.
Negli anni '80 fu eletto Presidente del CONI provinciale di Pavia, a suggello di una carriera davvero splendida e densa di successi.

## Palmarès

### Giocatore
- YUBA liga: 3

Stella Rossa Belgrado: 1949, 1950, 1951